# Mercedes-Benz Group
Mercedes-Benz Group, voorheen Daimler AG en DaimlerChrysler AG, is een multinational actief in de auto-industrie. Voor de fusie met Chrysler heette het bedrijf Daimler-Benz AG. Op 1 oktober 2021 stemden de aandeelhouders in met een splitsing, de vrachtwagens gaan zelfstandig verder als Daimler Truck.

## Geschiedenis
In 1986 vierde het bedrijf het 100-jarig bestaan. Het was op twee na het grootste concern in West-Duitsland na VEBA en Volkswagen. Daimler-Benz was dat jaar actief met de koop van AEG en na de succesvolle overname stond Daimler-Benz op de eerste plaats. Het bedrijf wilde zich breed ontwikkelen en had eerder motorenfabrikant MTU en vliegtuigbouwer Dornier overgenomen. Na de overname van AEG had Daimler-Benz 300.000 werknemers in dienst en een omzet van 60 miljard mark. De overname van AEG was geen gelukkig besluit. Over 1994 leed AEG een verlies van 362 miljoen mark en begin 1996 besloot Daimler-Benz onderdelen van AEG te verkopen of onder te brengen bij andere bedrijfsonderdelen van het concern en de rest te sluiten.
In mei 1998 maakten Daimler-Benz en Chrysler een ‘merger of equals’ bekend. Met deze fusie ontstond DaimlerChrysler, de op twee na grootste autobedrijf ter wereld gemeten naar omzet, winst en marktkapitalisatie. In 2006 behaalde DaimlerChrysler een omzet van 151 miljard euro, waarvan het aandeel van Chrysler 46 miljard euro was. Het had 360.000 werknemers in dienst, waarvan net geen 81.000 werkten bij Chrysler. Chrysler verkocht dat jaar 2,65 miljoen voertuigen en Mercedes-Benz 1,25 miljoen personenwagens. Een jaar later, in 2007, nam Cerberus Capital Management voor 80,1% een belang in Chrysler, hiervoor legde het 7,4 miljard US$ op tafel. De fusie was mislukt en DaimlerChrysler AG veranderde zijn naam daarna in het huidige Daimler AG.
De fusie gaf Daimler ook toegang tot de Chinese markt. Na de overname van American Motors was Chrysler mede-eigenaar geworden van de joint venture Beijing Jeep Corporation. Deze joint venture produceerde Amerikaanse jeeps in licentie en daar kwamen Mercedes voertuigen bij. De naam van de joint venture werd Beijing Benz-DaimlerChrysler Automotive Co Ltd (BBAC). Nadat de fusie met Chrysler ongedaan werd gemaakt heeft Daimler het belang in BBAC behouden. De jeeps verdwenen uit de productie en ook de Chrysler toevoeging in de naam. BBAC telde in 2017 zo’n 11.500 werknemers en de fabrieken hebben een capaciteit van 430.000 Mercedes voertuigen per jaar. De Chinese partner was Beijing Automotive Industry Corporation (BAIC Group), maar het belang in de joint venture is later ondergebracht in BAIC Motor, een beursgenoteerde dochteronderneming van BAIC Group. In 2013 nam Daimler een aandelenbelang van 12% in BAIC Motor. Andere activiteiten van Daimler in China zijn Fujian Daimler Automotive Ltd. Deze joint venture begon in april 2010 met de productie van Mercedes-Benz bestelwagens. Fujian heeft een groot deel van zijn belang in Fujian Daimler verkocht aan BAIC Motor in 2016. Sinds medio 2012 produceert Daimler samen met Foton Motor zware en middelzware vrachtwagens in China. Deze vrachtwagens worden verkocht onder de merknaam Auman. In 2017 werden 112.000 Auman vrachtwagens verkocht.
Daimler AG was via DaimlerChrysler Aerospace AG (DASA) aandeelhouder in European Aeronautic Defence and Space Company (EADS), het moederbedrijf van Airbus. In december 2012 verkocht Daimler de helft of 7,5% van de aandelen in EADS. De totale opbrengst kwam daarmee uit op bijna 1,7 miljard euro. In april 2013 werd het laatste aandelenpakket van 7,5% in EADS verkocht voor 2,2 miljard euro. De autofabrikant wil zich concentreren op de kernactiviteiten en de verkoopopbrengst wordt geïnvesteerd in de groei van de auto-activiteiten.
Daimler heeft sinds 2009 ook een klein aandelenbelang in Tesla. Het doel is om samen de commercialisatie van elektrische auto's te bespoedigen. In oktober 2014 verkocht Daimler 4% van de aandelen Tesla voor US$ 780 miljoen.
Daimler en Renault-Nissan lieten in 2010 weten dat ze een samenwerkingsverband aan zouden gaan. Het is de bedoeling dat beide bedrijven platformen en motoren met elkaar zullen gaan delen. Daimler wil op deze manier kosten besparen om z'n eigen marges te kunnen verhogen. Concurrent Audi kan gebruikmaken van Volkswagentechniek en kan op die manier zijn eigen kosten drukken. Daimler had zo'n partner niet (meer). Ook hoopt het Duitse bedrijf op deze manier de positie van dochtermerk Smart te kunnen verbeteren. Deze zal auto's gaan ontwikkelen samen met Renault.
In datzelfde jaar waren er geruchten dat Daimler interesse had om het Italiaanse vrachtwagenmerk Iveco over te nemen. Beide bedrijven ontkenden de geruchten echter.
In 2012 hield Daimler op met het prestigemerk Maybach. Per verkochte Maybach leed Daimler een verlies van 330.000 euro. Daimler wil het gamma van het topmodel van Mercedes-Benz, de S-Klasse, gaan uitbreiden om de concurrentie met BMW's Rolls-Royce, de primaire reden dat Daimler in 2002 Maybach nieuw leven inblies, aan te gaan.
In juli 2016 kregen vijf Europese vrachtwagenbouwers een recordboete van gezamenlijk 2,9 miljard euro. De Europese Commissie oordeelde dat de fabrikanten verboden prijsafspraken hebben gemaakt. Daimler kreeg de hoogste boete van 1 miljard euro. Het onderzoek naar de vijf, die samen 90% van alle middelgrote en zware vrachtwagens in Europa produceren, begon in 2011.
In februari 2021 maakte Daimler bekend de Trucks & Buses-divisie te gaan afsplitsen. Het bedrijf krijgt een eigen beursnotering op de Deutsche Börse in Frankfurt. De splitsing is ingegeven doordat beide onderdelen hun eigen klantengroepen, technologische vereisten en kapitaalbehoeften hebben. Daimler volgt hiermee het voorbeeld van Volkswagen dat in 2019 de vrachtwagenactiviteiten heeft verzelfstandigd onder de naam Traton. Op 1 oktober stemden de aandeelhouders in en kregen ze voor elke twee aandelen Daimler, één aandeel Daimler Truck.
Daimler gaat door met personen- en lichte bestelwagens. Per 1 februari 2022 veranderde de naam in Mercedes-Benz Group.

## Activiteiten
Mercedes-Benz Group is een grote producent van personen- en bestelwagens. Verder heeft het een onderdeel dat financiële producten aanbiedt zoals autofinanciering. In 2022 realiseerde de onderneming een totale omzet van € 150 miljard en leverde in totaal 2,4 miljoen voertuigen af, waarvan 415.000 bestelwagens.
De drie bedrijfsonderdelen van Mercedes-Benz Group zijn:
- Mercedes-Benz Cars: de personenwagens worden verkocht onder de merknamen Mercedes, Maybach, AMG en Smart. In 2022 lagen de verkopen iets boven de 2 miljoen exemplaren, waarvan 16% elektrische voertuigen. De belangrijkste geografische afzetmarkten zijn de Volksrepubliek China (37% van alle verkopen), Verenigde Staten (15%), Duitsland (11%), overige Europa (20%) en Zuid-Korea (4%)
- Mercedes-Benz Vans: Er werden in 2022 ruim 400.000 bestelwagens afgeleverd, waarvan 4% elektrisch. Duitsland was de grootste afzetmarkt met 27% van de verkopen, gevolgd door de rest van Europa (35%) en de Verenigde Staten (16%).
- Mercedes-Benz Mobility: verleent voornamelijk financiële diensten, waaronder autoleasing, aan klanten van Daimler.

In 2022 telde het bedrijf 171.000 medewerkers. In 2021 en 2022 besteedde het bedrijf bijna € 9 miljard per jaar aan Onderzoek & Ontwikkeling.
Na de afsplitsing van de vrachtwagens en autobussen heeft Mercedes-Benz Group nog een minderheidsbelang van 30% in Daimler Truck per 31 december 2022.

### Merken

#### Auto
- Mercedes-Benz (samengesteld uit de merknamen Mercedes en Benz)
- Mercedes-EQ, voor elektrische voertuigen
- Mercedes-AMG (sportieve versies)
- Maybach (luxe-uitvoering van bepaalde modellen)
- Smart

#### Diensten
- SHARE NOW, in 2019 opgericht als een joint venture van BMW en Mercedes-Benz Mobility

## Aandeelhouders
Per 31 december 2020 is Daimler voor 6,8% in handen van de Kuwait Investment Authority van de oliestaat Koeweit. De rest is in handen van institutionele (54%), particuliere (21%) beleggers en twee Chinese bedrijven. Sinds 2010 hebben Daimler en Renault-Nissan een samenwerkingsverband waarbij beide bedrijven voertuigplatformen en motoren met elkaar delen. Per jaareinde 2020 hadden Renault-Nissan een aandelenbelang van 3,1%, maar in het eerste halfjaar van 2021 hebben beide hun aandelen verkocht voor in totaal 2,3 miljard euro.
In februari 2018 kocht de Chinese autofabrikant Zhejiang Geely Holding Group (ZGH) een belang van 9,69% in Daimler en werd daarmee de grootste aandeelhouder. De waarde van het aandelenpakket bedroeg ongeveer 7,2 miljard euro. ZGH is eigendom van de Chinese miljardair Li Shu Fu en kocht in 2010 al het Zweedse Volvo Car Corporation. Li Shu Fu wil met Daimler samenwerken bij de ontwikkeling van elektrische auto's. Hij ambieert ook een plek in het bestuur van Daimler.
Medio 2019 kocht BAIC Group een aandelenbelang van 5% in Daimler. BAIC is al jaren een partner van het Duitse automobielconcern en de twee hebben samen de joint venture Beijing Benz Automotive in handen. Daimler is op zijn beurt al sinds 2013 aandeelhouder in BAIC Motor, de beursgenoteerde dochter van de BAIC Group.